# Castlemaine
Castlemaine (6 797 habitants) est une ville de l'État de Victoria en Australie, à 120 kilomètres au nord de Melbourne et à 40 kilomètres de Bendigo. Elle est le siège administratif du comté du mont Alexander.
Castlemaine fut fondée pendant la ruée vers l'or en 1851 et fut d'abord appelée Forest Creek. Le nom fut plus tard changé en « Mount Alexander », mais le chef des militaires de la région, le capitaine W. Wright, la renomma de son nom actuel en l'honneur de son oncle, le vicomte Castlemaine. On retrouve encore l'ancien nom de la ville sur la route nationale qui relie Melbourne à Castlemaine : « the Mount Alexander Road », qui était la grand route reliant les deux villes avant la mise en service de l'autoroute: the Calder Freeway et pour le nom du comté.
En septembre 1851, trois bergers et un bouvier découvrirent de l'or dans un petit cours d'eau: Specimen Gully, à environ 5 kilomètres au nord-est de l'actuelle ville de Castlemaine; à la fin de l'année il y avait 8 000 chercheurs d'or et ils étaient environ 25 000 en mars 1852
Après la fin progressive de l'exploitation de l'or d'autres industries ont été mises en place notamment une usine de produits carnés : « the Castlemaine Bacon Company » qui emploie encore 750 personnes.